# Torsten Stålhandske

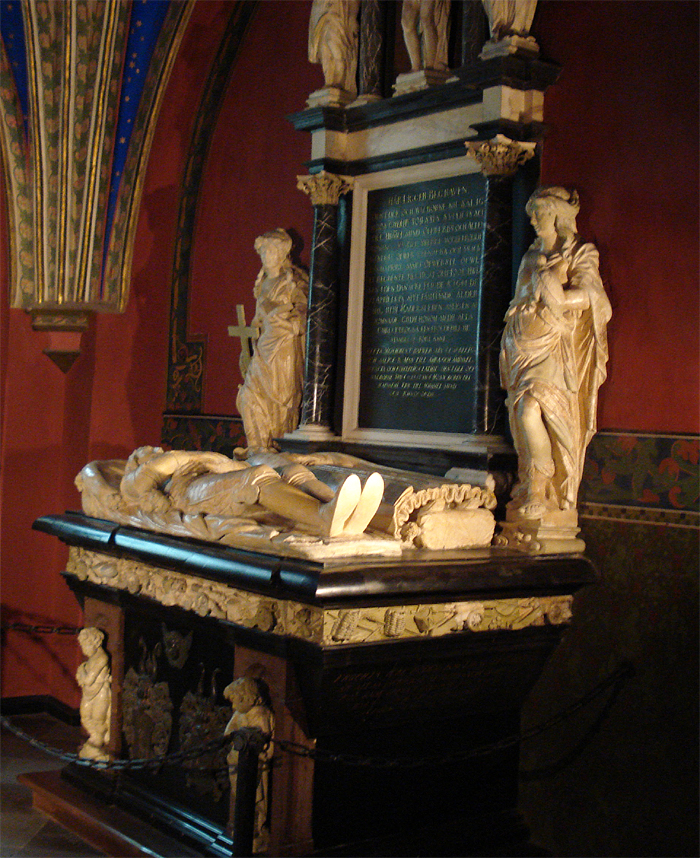
Grabmal von Torsten Stålhandske und Christina Horn im Dom von Turku

Torsten Stålhandske (in deutscher Literatur oft Staalhansch genannt; * 1594 in Porvoo; † 21. April 1644 in Haderslev) war ab 1642 schwedischer General und Befehlshaber der finnischen Reitertruppen (genannt Hakkapeliitta).
Er war der Sohn von Torsten Svensson (Stålhandske) und Katarina Teet. Sein Vater starb in der Schlacht von Stångebro 1598. Seine Mutter heiratete dann den Major Robert Guthrie. Dieser vermittelte den jungen Torsten wohl auch an Patrick Ruthven.

## Leben
Er begann seine militärische Laufbahn als Page im schottischen Regiment von Oberst Patrick Ruthven, den er auf Reisen zur Anwerbung von Söldnern in Schottland begleitete und dabei Sprachkenntnisse erwarb. 1626 wurde er Major im Regiment von Gustaf Horn und 1629 Oberstleutnant in der finnischen Kavallerie unter Kommando von Åke Tott, die in den Schlachten des Dreißigjährigen Krieges mit ihrem eingedeutschten Schlachtruf „Hakkapeliter“ („Haut sie nieder“) berühmt und berüchtigt wurde. Am 17. September 1631 nahm er an der Schlacht bei Breitenfeld teil. Bei dieser und den folgenden Schlachten war seine Squadron (250–500 Reiter) immer auf dem äußersten rechten Flügel positioniert, der ein beliebtes Angriffsziel der kaiserlichen Kürassiere unter Pappenheim war. Am 15. April 1632 nahm er als Oberst an der Schlacht bei Rain am Lech teil und dann kämpfte er in der Schlacht an der Alten Veste. In der Schlacht bei Lützen konnte er den Tod von König Gustav Adolf nicht verhindern, obwohl der ihm bei Ansicht der gegnerischen Kürassiere den Auftrag gegeben hatte „Greif mir die schwarzen Burschen gründlich an, denn sie sind diejenigen, die uns vernichten können“. 1633, in der Schlacht bei Hessisch-Oldendorf wurde er verwundet. 1635 wurde er zum Generalmajor ernannt und wurde Johan Banér zugeteilt. In der Schlacht bei Wittstock konnte er 35 Banner (Feldzeichen) erobern. Auch in der Schlacht bei Chemnitz konnte er sich auszeichnen. 
Im Jahr 1640 kämpfte er gegen den Grafen Mansfeld in Böhmen und 1642 im Heer von Torstensson bei der Eroberung von Glogau und in der Schlacht bei Breitenfeld (1642), wo er schwer verwundet wurde. Nach seiner Genesung wurde er General der Kavallerie. 1643 kämpfte er wieder mit Torstensson in Böhmen und wurde dann im Torstenssonkrieg an den Kriegsschauplatz in Dänemark versetzt. Dort kämpfte er in Jütland und beschlagnahmte die Bibliothek des Aarhuser Bischofs Morten Madsen (1596–1643). Die Bücher bildeten 1646 den Grundstock für die neue Bibliothek der Universität von Turku. In Dänemark war er bei Kolding entscheidend an der Schlacht von Kolding beteiligt. Nach der Schlacht wurde er schwer krank und starb am 1. April 1644 in Haderslev (Jütland). Begraben wurde er in der Kathedrale von Turku, wo auch die Grabstätte von Åke Tott zu finden ist.
Er war Mitglied der Fruchtbringenden Gesellschaft mit dem Gesellschaftsnamen „der Verjüngernde“.
Torsten Stålhandske soll von kleiner Statur gewesen sein und ungewöhnlich kräftig. Er soll Gefangene mit Handschlag begrüßt haben und ihnen dabei die Finger gebrochen haben.

## Familie
1643 heiratete er Christina Horn, Tochter seines ehemaligen Kommandanten Arvid Horn. Sie bezahlte auch das Grabmal in der Seitenkapelle des Doms von Turku, wo er mit ihr beigesetzt wurde. Die Ehe blieb kinderlos.